# Correio do Rio de Janeiro

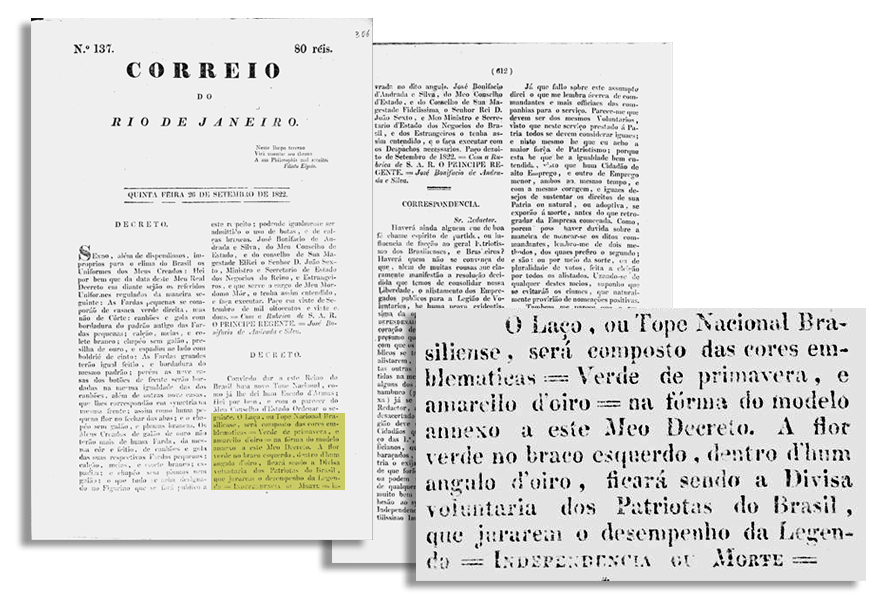
Edição de 26 de setembro de 1822 com os decretos de criação dos símbolos nacionais do Brasil.

O Correio do Rio de Janeiro foi um periódico publicado no Rio de Janeiro, então capital do Brasil, à época da Independência.
Circulou a partir de 21 de outubro de 1822, redigido pelo português João Soares Lisboa. De linha nacionalista, era favorável à emancipação política do Brasil. Deixou de circular ao final desse mesmo ano, por pressões de José Bonifácio de Andrada e Silva.
Voltou a circular de Julho a Novembro de 1823, no agitado contexto da Assembleia Nacional Constituinte, criticando os atos de D. Pedro I (1822-1831) e seus ministros.